# 绍莫焦乔
绍莫焦乔，是匈牙利绍莫吉州所辖的一个村。总面积24.46平方公里，总人口160，人口密度6.5人/平方公里（2011年1月1日）。